# چرخه شبانه‌روزی

چرخهٔ زیست‌شناختی انسان

چرخه شبانه‌روزی یا چرخه زیست‌شناختی یا چرخه بیولوژیکی (به انگلیسی: Circadian rhythm) یک چرخهٔ تقریباً ۲۴ ساعته در فرایندهای زیست‌شیمیایی، فیزیولوژیکی، یا رفتاری جانداران زنده، شامل گیاهان، جانوران، قارچ‌ها و سیانوباکتریها است. اختلال در چرخهٔ زیست‌شناختی انسان می‌تواند زمینه‌ساز بیماری‌های بسیاری شود.

## تنوع چرخهٔ زیستی
تنوع دوره‌های فعالیت‌های زیستی در موجودات زنده برای فرایندهای بسیار ضروری انجام می‌گیرد. فرایندهایی که در جانوران شامل خوردن، خوابیدن، جفتگیری کردن، مهاجرت، خواب زمستانی و تقسیم یا باززایی سلول‌ها است و در گیاهان شامل جنبش‌های جوانه‌زنی، واکنش‌های فوتوسنتزی است.
در میان دوره‌های گوناگون مهم‌ترین دوره، دوره‌های شبانه‌روزی است که با نام ریتم شبانه‌روزی هم معروف است.

## اهمیت
هر انسانی جزئی از پیوستار طبیعت است. طبیعت رفتار دوره‌ای دارد که این دوره‌ها روی فیزیولوژی انسان‌ها اثرات تعیین‌کننده‌ای دارند. اخیراً فیزیولوژی جدید به ریتم‌های چرخهٔ بیولوژیکی بدن، که هر کدام عملکرد ویژه‌ای از بدن را تنظیم می‌کند، پی برده است.
مهم‌ترین ریتم درونی ما همان چرخه ۲۴ ساعته‌ای است که بسیاری از فرایندهای مهم و از جمله درجه حرارت بدن، تولید هورمون و دیگر مواد زیست شیمیایی و عملکرد نظام عصبی مانند گرسنگی، خوابیدن، بیدار شدن، دفع کردن را مشخص می‌سازد. در ضمن ضرب آهنگ‌های زیست‌شناختی (ریتم‌ها) ماهانه و فصلی هم داریم؛ که عادات ماهیانه زنان و عارضه بدخلقی مردانه نمونه ایی از آنهاست. ضمن اینکه برخی از این چرخه‌ها با جزر و مد دریاها و حتی فراتر از جهان، با کیهان در ارتباط است که عامل فراز و نشیب‌های جسمانی و عاطفی ما می‌باشند؛ که همه این‌ها، ابزار حوزه واحد شعور هستند. 
به لحاظ زیست‌شناختی، زمان در حکم همه چیز است. فعالیتی که در زمان مشخصی انجام می‌گیرد، می‌تواند تعادل و انرژی را افزایش دهد و در عین حال اگر همین فعالیت در ساعت دیگری انجام شود، سبب بی‌تعادلی و خستگی می‌شود. به عنوان مثال بهترین ساعت جذب مواد غذایی در بدن ساعت ۸ شب تا ۴ صبح و بهترین ساعت دفع از ساعت ۴ صبح تا ۱۲ ظهر است.

### چرخه‌های شبانه‌روزی
هر ۲۴ ساعت شبانه روز به دو نیمه تقسیم می‌شود یعنی روز – شب؛ که هر کدام شامل سه دروه چهار ساعته برای خوردن، خوابیدن، دفع کردن می‌شوند. تأثیر این دوره‌ها در محیط کاملاً مشخص است. غروب پس از اتمام کار، احساسی از میل به سکوت تجربه می‌شود. سرشب، علاقه به نشستن و استراحت کردن زیاد است. البته ممکن است در مناطق شلوغ شهری این سکوت را نتوانید درک کنید. 
بهترین زمان صرف شام ساعت ۶ بعد ازظهر یا ساعت ۷ می‌باشد. چرا که برنامه گوارش نهایتاً باید تا ساعت ۱۰ شب به اتمام برسد؛ زیرا از آنجایی که هضم غذا نیازمند افزایش سوخت‌وساز بدن می‌شود، خواب را مختل می‌کند. همچنین، ساعت خواب در شب بستگی به فعالیت‌های روزانه دارد. حدود ساعت ۱۰شب بهترین زمان برای خواب است. اگر خوابیدن را در این زمان به تعویق بیندازید، خود را از استراحت که موجب ترشح هورمون‌ها و جذب مواد مغذی، محروم کرده‌اید. با برهم زدن این چرخه، صبح موقع بیداری، احساس خستگی و کسالت می‌کنید. 
نکته مهم دیگری که به همین اندازه اهمیت دارد، زمان بیدار شدن در طلوع خورشید حدود ساعت ۶ صبح است. اگر در این زمان بیدار شوید، ذهن و جسم شما تحت تأثیر احساساتی از قبیل سبکی، چالاکی، گوش به زنگی، شور و اشتیاق، شادابی و نشاط است.
به همان اندازه که انسان‌ها باید به خوردن و ورزش کردن کافی توجه کنند باید ریتم‌های شبانه‌روزیشان را نیز در نظر داشته باشند. گزارش‌های تازه نشان داده که بیدار ماندن بعد از فرارسیدن زمان خواب باعث چاقی می‌گردد. در موش‌هایی که کبد چرب، به‌همراه درجهٔ بالایی از کلسترول داشتند، دیده شده که چرخهٔ زیستی‌شان از هم گسیخته بوده است. در تحقیقات دانشگاه شمال شرق و مؤسسه پزشکی هاوارد هیوز (Howard Hughes medical institute)، محدوده گسترده تغییر مولکولی و رفتاری در موش‌هایی که دوره روزانه کاذب دارند دیده شده است.